# Alfonso Piccin
Alfonso Piccin (San Martino di Colle Umberto, 4 settembre 1901 – Vittorio Veneto, 8 settembre 1932) è stato un ciclista su strada e pistard italiano, professionista tra il 1924 e il 1931.

## Carriera
Da dilettante si mise in luce con i colori dell'U.S. Pordenone, vincendo i campionati italiani nel 1924 e due edizioni della Coppa San Vito, nel 1923 e 1924.
Passato professionista a fine 1924, nelle stagioni seguenti corse per le francesi Automoto e Christophe e per la milanese Bianchi. In maglia Automoto fu gregario di Ottavio Bottecchia, suo compaesano; si mise comunque in evidenza anche a livello individuale vincendo il Criterium d'Apertura a Milano nel 1925, il Giro del Veneto 1927 e il Giro dell'Emilia 1928, oltre a piazzarsi secondo al Giro di Lombardia 1927, dietro Alfredo Binda, e terzo alla Milano-Modena 1926. Fu anche settimo al Giro dei Paesi Baschi 1926 e ottavo nel Giro d'Italia 1929.
Morì a soli 31 anni, nel settembre 1932, in seguito a un incidente motociclistico.

## Palmarès
- 1923 (dilettanti)

Giro del Belvedere
Coppa San Vito
- 1924

Coppa San Vito
Campionati italiani, Prova in linea dilettanti
- 1925

Criterium d'Apertura
- 1927

Giro del Veneto
Astico-Brenta
- 1928

Giro dell'Emilia

## Piazzamenti

### Grandi Giri
- Giro d'Italia

1928: 18º
1929: 8º
- Tour de France

1925: 25º
1926: ritirato
1929: ritirato

### Classiche monumento
- Milano-Sanremo

1925: 13º
1927: 19º
1931: 15º
- Giro di Lombardia

1923: 16º
1927: 2º
1928: 8º
1929: 18º